# Popis kapetana regenata San Marina
Kapetan regent (talijanski: Capitano Reggente, množina: Capitani Reggenti) je naslov koji nosi poglavar države San Marina. Veliko i glavno vijeće svakih šest mjeseci izabire dva kapetana regenta na čelo države. Obično se kapetani regenti izabiru iz politički suprotnih stranaka, a imaju mandat od šest mjeseci. Početak vladavine kapetana regenata počinje 1. travnja i 1. listopada svake godine.

## Popis kapetana regenata
| Godina | Semestar¹ | Kapetan regent                                                                                 | Kapetan regent                                                                                 |
| ------ | --------- | ---------------------------------------------------------------------------------------------- | ---------------------------------------------------------------------------------------------- |
| 1900.  | travanj   | Domenico Fattori                                                                               | Antonio Righi                                                                                  |
| 1900.  | listopad  | Giovanni Bonelli                                                                               | Pietro Ugolini                                                                                 |
| 1901.  | travanj   | Luigi Tonnini                                                                                  | Marino Nicolini                                                                                |
| 1901.  | listopad  | Antonio Belluzzi                                                                               | Pasquale Busignani                                                                             |
| 1902.  | travanj   | Onofrio Fattori                                                                                | Egidio Ceccoli                                                                                 |
| 1902.  | listopad  | Gemino Gozi                                                                                    | Giacomo Marcucci                                                                               |
| 1903.  | travanj   | Federico Gozi                                                                                  | Nullo Balducci                                                                                 |
| 1903.  | listopad  | Marino Borbiconi                                                                               | Francesco Marcucci                                                                             |
| 1904.  | travanj   | Menetto Bonelli                                                                                | Vincenzo Mularoni                                                                              |
| 1904.  | listopad  | Luigi Tonnini                                                                                  | Gustavo Babboni                                                                                |
| 1905.  | travanj   | Antonio Belluzzi                                                                               | Pasquale Busignani                                                                             |
| 1905.  | listopad  | Onofrio Fattori                                                                                | Piermatteo Carattoni                                                                           |
| 1906.  | travanj   | Giovanni Belluzzi                                                                              | Pietro Francini                                                                                |
| 1906.  | listopad  | Alfredo Reffi                                                                                  | Giovanni Arzilli                                                                               |
| 1907.  | travanj   | Ciro Belluzzi                                                                                  | Francesco Pasquali                                                                             |
| 1907.  | listopad  | Giuseppe Angeli                                                                                | Francesco Valli                                                                                |
| 1908.  | travanj   | Menetto Bonelli                                                                                | Gustavo Babboni                                                                                |
| 1908.  | listopad  | Olinto Amati                                                                                   | Raffaele Michetti                                                                              |
| 1909.  | travanj   | Luigi Tonnini                                                                                  | Domenico Suzzi Valli                                                                           |
| 1909.  | listopad  | Marino Borbiconi                                                                               | Giacomo Marcucci                                                                               |
| 1910.  | travanj   | Alfredo Reffi                                                                                  | Giovanni Arzilli                                                                               |
| 1910.  | listopad  | Giovanni Belluzzi                                                                              | Luigi Lonfernini                                                                               |
| 1911.  | travanj   | Moro Morri                                                                                     | Cesare Stacchini                                                                               |
| 1911.  | listopad  | Onofrio Fattori                                                                                | Angelo Manzoni Borghesi                                                                        |
| 1912.  | travanj   | Gustavo Babboni                                                                                | Francesco Pasquali                                                                             |
| 1912.  | listopad  | Menetto Bonelli                                                                                | Vincenzo Marcucci                                                                              |
| 1913.  | travanj   | Giuseppe Angeli                                                                                | Ignazio Grazia                                                                                 |
| 1913.  | listopad  | Cirro Belluzzi                                                                                 | Domenico Suzzi Valli                                                                           |
| 1914.  | travanj   | Domenico Fattori                                                                               | Ferruccio Martelli                                                                             |
| 1914.  | listopad  | Olinto Amati                                                                                   | Cesare Stacchini                                                                               |
| 1915.  | travanj   | Moro Morri                                                                                     | Antonio Burgagni                                                                               |
| 1915.  | listopad  | Alfredo Reffi                                                                                  | Luigi Lonfernini                                                                               |
| 1916.  | travanj   | Onofrio Fattori                                                                                | Ciro Francini                                                                                  |
| 1916.  | listopad  | Gustavo Babboni                                                                                | Giovanni Arzilli                                                                               |
| 1917.  | travanj   | Egisto Morri                                                                                   | Vincenzo Marcucci                                                                              |
| 1917.  | listopad  | Angelo Manzoni Borghesi                                                                        | Giuseppe Balducci                                                                              |
| 1918.  | travanj   | Ferruccio Martelli                                                                             | Ermenegildo Mularoni                                                                           |
| 1918.  | listopad  | Protogene Belloni                                                                              | Francesco Morri                                                                                |
| 1919.  | travanj   | Domenico Vicini                                                                                | Pietro Suzzi Valli                                                                             |
| 1919.  | listopad  | Moro Morri                                                                                     | Francesco Pasquali                                                                             |
| 1920.  | travanj   | Marino Rossi                                                                                   | Ciro Francini                                                                                  |
| 1920.  | 5. pros.  | Carlo Balsimelli                                                                               | Simone Michelotti                                                                              |
| 1921.  | travanj   | Marino Della Balda                                                                             | Vincenzo Francini                                                                              |
| 1921.  | listopad  | Egisto Morri                                                                                   | Giuseppe Lanci                                                                                 |
| 1922.  | travanj   | Eugenio Reffi                                                                                  | Giovanni Arzilli                                                                               |
| 1922.  | listopad  | Onofrio Fattori                                                                                | Giuseppe Balducci                                                                              |
| 1923.  | travanj   | Giuliano Gozi                                                                                  | Filippo Mularoni                                                                               |
| 1923.  | listopad  | Marino Borbiconi                                                                               | Mario Michetti                                                                                 |
| 1924.  | travanj   | Angelo Manzoni Borghesi                                                                        | Francesco Mularoni                                                                             |
| 1924.  | listopad  | Francesco Morri                                                                                | Girolamo Gozi                                                                                  |
| 1925.  | travanj   | Marino Fattori                                                                                 | Augusto Mularoni                                                                               |
| 1925.  | listopad  | Valerio Pasquali                                                                               | Marco Marcucci                                                                                 |
| 1926.  | travanj   | Manlio Gozi                                                                                    | Giuseppe Mularoni                                                                              |
| 1926.  | listopad  | Giuliano Gozi                                                                                  | Ruggero Morri                                                                                  |
| 1927.  | travanj   | Gino Gozi                                                                                      | Marino Morri                                                                                   |
| 1927.  | listopad  | Marino Rossi                                                                                   | Nelson Burgagni                                                                                |
| 1928.  | travanj   | Domenico Suzzi Valli                                                                           | Francesco Pasquali                                                                             |
| 1928.  | listopad  | Francesco Morri                                                                                | Melchiorre Filippi                                                                             |
| 1929.  | travanj   | Girolamo Gozi                                                                                  | Filippo Mularoni                                                                               |
| 1929.  | listopad  | Ezio Balducci                                                                                  | Aldo Busignani                                                                                 |
| 1930.  | travanj   | Manlio Gozi                                                                                    | Marino Lonfernini (umro 10. rujna, 16. rujna zamijenio ga je Turiddu Foschi)                   |
| 1930.  | listopad  | Valerio Pasquali                                                                               | Gino Ceccoli                                                                                   |
| 1931.  | travanj   | Angelo Manzoni Borghesi                                                                        | Francesco Mularoni                                                                             |
| 1931.  | listopad  | Domenico Suzzi Valli                                                                           | Marino Morri                                                                                   |
| 1932.  | travanj   | Giuliano Gozi                                                                                  | Pompeo Righi                                                                                   |
| 1932.  | listopad  | Gino Gozi                                                                                      | Ruggero Morri                                                                                  |
| 1933.  | travanj   | Francesco Morri                                                                                | Settimio Belluzzi                                                                              |
| 1933.  | listopad  | Carlo Balsimelli                                                                               | Melchiorre Filippi                                                                             |
| 1934.  | travanj   | Marino Rossi                                                                                   | Giovanni Lonfernini                                                                            |
| 1934.  | listopad  | Angelo Manzoni Borghesi                                                                        | Marino Michelotti                                                                              |
| 1935.  | travanj   | Federico Gozi                                                                                  | Salvatore Foschi                                                                               |
| 1935.  | listopad  | Pompeo Righi                                                                                   | Marino Morri                                                                                   |
| 1936.  | travanj   | Gino Gozi                                                                                      | Ruggero Morri                                                                                  |
| 1936.  | listopad  | Francesco Morri                                                                                | Gino Ceccoli                                                                                   |
| 1937.  | travanj   | Giuliano Gozi                                                                                  | Settimio Belluzzi                                                                              |
| 1937.  | listopad  | Marino Rossi                                                                                   | Giovanni Lonfernini                                                                            |
| 1938.  | travanj   | Manlio Gozi                                                                                    | Luigi Mularoni                                                                                 |
| 1938.  | listopad  | Carlo Balsimelli                                                                               | Celio Gozi                                                                                     |
| 1939.  | travanj   | Pompeo Righi                                                                                   | Marino Morri                                                                                   |
| 1939.  | listopad  | Marino Michelotti                                                                              | Orlando Reffi                                                                                  |
| 1940.  | travanj   | Angelo Manzoni Borghesi                                                                        | Filippo Mularoni                                                                               |
| 1940.  | listopad  | Federico Gozi                                                                                  | Salvatore Foschi                                                                               |
| 1941.  | travanj   | Gino Gozi                                                                                      | Secondo Menicucci                                                                              |
| 1941.  | listopad  | Giuliano Gozi                                                                                  | Giovanni Lonfernini                                                                            |
| 1942.  | travanj   | Settimio Belluzzi                                                                              | Celio Gozi                                                                                     |
| 1942.  | listopad  | Carlo Balsimelli                                                                               | Renato Martelli                                                                                |
| 1943.  | travanj   | Marino Michelotti                                                                              | Bartolomeo Manzoni Borghesi                                                                    |
| 1943.  | listopad  | Marino Della Balda                                                                             | Sante Lonfernini                                                                               |
| 1944.  | travanj   | Francesco Balsimelli                                                                           | Sanzio Valentini                                                                               |
| 1944.  | listopad  | Teodoro Lonfernini                                                                             | Leonida Suzzi Valli                                                                            |
| 1945.  | travanj   | Alvaro Casali                                                                                  | Vittorio Valentini                                                                             |
| 1945.  | listopad  | Ferruccio Martelli                                                                             | Secondo Fiorini                                                                                |
| 1946.  | travanj   | Giuseppe Forcellini                                                                            | Vincenzo Pedini                                                                                |
| 1946.  | listopad  | Filippo Martelli                                                                               | Luigi Montironi                                                                                |
| 1947.  | travanj   | Marino Della Balda                                                                             | Luigi Zafferani                                                                                |
| 1947.  | listopad  | Domenico Forcellini                                                                            | Mariano Ceccoli                                                                                |
| 1948.  | travanj   | Arnaldo Para                                                                                   | Giuseppe Renzi                                                                                 |
| 1948.  | listopad  | Giordano Giacomini                                                                             | Domenico Tomassoni                                                                             |
| 1949.  | travanj   | Ferruccio Martelli                                                                             | Primo Bugli                                                                                    |
| 1949.  | listopad  | Vincenzo Pedini                                                                                | Agostino Biordi                                                                                |
| 1950.  | travanj   | Giuseppe Forcellini                                                                            | Primo Taddei                                                                                   |
| 1950.  | listopad  | Marino Della Balda                                                                             | Luigi Montironi                                                                                |
| 1951.  | travanj   | Alvaro Casali                                                                                  | Romolo Giacomini                                                                               |
| 1951.  | listopad  | Domenico Forcellini                                                                            | Giovanni Terenzi                                                                               |
| 1952.  | travanj   | Domenico Morganti                                                                              | Mariano Ceccoli                                                                                |
| 1952.  | listopad  | Arnaldo Para                                                                                   | Eugenio Bernardini                                                                             |
| 1953.  | travanj   | Vincenzo Pedini                                                                                | Alberto Reffi                                                                                  |
| 1953.  | listopad  | Giordano Giacomini                                                                             | Giuseppe Renzi                                                                                 |
| 1954.  | travanj   | Giuseppe Forcellini                                                                            | Secondo Fiorini                                                                                |
| 1954.  | listopad  | Agostino Giacomini                                                                             | Luigi Montironi                                                                                |
| 1955.  | travanj   | Domenico Forcellini                                                                            | Vittorio Meloni                                                                                |
| 1955.  | listopad  | Primo Bugli                                                                                    | Giuseppe Maiani                                                                                |
| 1956.  | travanj   | Mario Nanni                                                                                    | Enrico Andreoli                                                                                |
| 1956.  | listopad  | Mariano Ceccoli                                                                                | Eugenio Bernardini                                                                             |
| 1957.  | travanj   | Giordano Giacomini                                                                             | Primo Marani                                                                                   |
| 1957.  | 10. list. | prijelazna vlada: Federico Bigi, Alvaro Casali, Pietro Giancecchi, Zaccaria Giovanni Savoretti | prijelazna vlada: Federico Bigi, Alvaro Casali, Pietro Giancecchi, Zaccaria Giovanni Savoretti |
| 1957.  | 27. list. | Marino Valdes Franciosi                                                                        | Federico Micheloni                                                                             |
| 1958.  | travanj   | Zaccaria Giovanni Savoretti                                                                    | Stelio Montironi                                                                               |
| 1958.  | listopad  | Domenico Forcellini                                                                            | Pietro Reffi                                                                                   |
| 1959.  | travanj   | Marino Benedetto Belluzzi                                                                      | Agostino Biordi                                                                                |
| 1959.  | listopad  | Giuseppe Forcellini                                                                            | Ferruccio Piva                                                                                 |
| 1960.  | travanj   | Alvaro Casali                                                                                  | Gino Vannucci                                                                                  |
| 1960.  | listopad  | Eugenio Reffi                                                                                  | Pietro Giancecchi                                                                              |
| 1961.  | travanj   | Federico Micheloni                                                                             | Giancarlo Ghironzi                                                                             |
| 1961.  | listopad  | Giovanni Vito Marcucci                                                                         | Pio Galassi                                                                                    |
| 1962.  | travanj   | Domenico Forcellini                                                                            | Francesco Valli                                                                                |
| 1962.  | listopad  | Antonio Maria Morganti                                                                         | Agostino Biordi                                                                                |
| 1963.  | travanj   | Leonida Suzzi Valli                                                                            | Stelio Montironi                                                                               |
| 1963.  | listopad  | Giovan Luigi Franciosi                                                                         | Domenico Bollini                                                                               |
| 1964.  | travanj   | Marino Benedetto Belluzzi                                                                      | Eusebio Reffi                                                                                  |
| 1964.  | listopad  | Giuseppe Micheloni                                                                             | Pier Marino Mularoni                                                                           |
| 1965.  | travanj   | Ferruccio Piva                                                                                 | Federico Carattoni                                                                             |
| 1965.  | listopad  | Alvaro Casali                                                                                  | Pietro Reffi                                                                                   |
| 1966.  | travanj   | Francesco Valli                                                                                | Emilio Della Balda                                                                             |
| 1966.  | listopad  | Giovanni Vito Marcucci                                                                         | Francesco Maria Francini                                                                       |
| 1967.  | travanj   | Vittorio Rossini                                                                               | Alberto Lonfernini                                                                             |
| 1967.  | listopad  | Domenico Forcellini                                                                            | Romano Michelotti                                                                              |
| 1968.  | travanj   | Marino Benedetto Belluzzi                                                                      | Dante Rossi                                                                                    |
| 1968.  | listopad  | Pietro Giancecchi                                                                              | Aldo Zavoli                                                                                    |
| 1969.  | travanj   | Ferruccio Piva                                                                                 | Stelio Montironi                                                                               |
| 1969.  | listopad  | Alvaro Casali                                                                                  | Giancarlo Ghironzi                                                                             |
| 1970.  | travanj   | Francesco Valli                                                                                | Eusebio Reffi                                                                                  |
| 1970.  | listopad  | Simone Rossini                                                                                 | Giuseppe Lonfernini                                                                            |
| 1971.  | travanj   | Luigi Lonfernini                                                                               | Attilio Montanari                                                                              |
| 1971.  | listopad  | Federico Carattoni                                                                             | Marino Vagnetti                                                                                |
| 1972.  | travanj   | Marino Benedetto Belluzzi                                                                      | Giuseppe Micheloni                                                                             |
| 1972.  | listopad  | Rosolino Martelli                                                                              | Bruno Casali                                                                                   |
| 1973.  | travanj   | Francesco Maria Francini                                                                       | Primo Bugli                                                                                    |
| 1973.  | listopad  | Antonio Lazzaro Volpinari                                                                      | Giovan Luigi Franciosi                                                                         |
| 1974.  | travanj   | Ferruccio Piva                                                                                 | Giordano Bruno Reffi                                                                           |
| 1974.  | listopad  | Francesco Valli                                                                                | Enrico Andreoli                                                                                |
| 1975.  | travanj   | Alberto Cecchetti                                                                              | Michele Righi                                                                                  |
| 1975.  | listopad  | Giovanni Vito Marcucci                                                                         | Giuseppe Della Balda                                                                           |
| 1976.  | travanj   | Clelio Galassi                                                                                 | Marino Venturini                                                                               |
| 1976.  | listopad  | Primo Bugli                                                                                    | Virgilio Cardelli                                                                              |
| 1977.  | travanj   | Alberto Lonfernini                                                                             | Antonio Lazzaro Volpinari                                                                      |
| 1977.  | listopad  | Giordano Bruno Reffi                                                                           | Tito Masi                                                                                      |
| 1978.  | travanj   | Francesco Valli                                                                                | Enrico Andreoli                                                                                |
| 1978.  | listopad  | Ermenegildo Gasperoni                                                                          | Adriano Reffi                                                                                  |
| 1979.  | travanj   | Marino Bollini                                                                                 | Lino Celli                                                                                     |
| 1979.  | listopad  | Giuseppe Amici                                                                                 | Germano De Biagi                                                                               |
| 1980.  | travanj   | Pietro Chiaruzzi                                                                               | Primo Marani                                                                                   |
| 1980.  | listopad  | Giancarlo Berardi                                                                              | Rossano Zafferani                                                                              |
| 1981.  | travanj   | Gastone Pasolini                                                                               | Maria Lea Pedini Angelini                                                                      |
| 1981.  | listopad  | Mario Rossi                                                                                    | Ubaldo Biordi                                                                                  |
| 1982.  | travanj   | Giuseppe Maiani                                                                                | Marino Venturini                                                                               |
| 1982.  | listopad  | Libero Barulli                                                                                 | Maurizio Gobbi                                                                                 |
| 1983.  | travanj   | Adriano Reffi                                                                                  | Massimo Roberto Rossini                                                                        |
| 1983.  | listopad  | Renzo Renzi                                                                                    | Germano De Biagi                                                                               |
| 1984.  | travanj   | Gloriana Ranocchini                                                                            | Giorgio Crescentini                                                                            |
| 1984.  | listopad  | Marino Bollini                                                                                 | Giuseppe Amici                                                                                 |
| 1985.  | travanj   | Enzo Colombini                                                                                 | Severiano Tura                                                                                 |
| 1985.  | listopad  | Pier Paolo Gasperoni                                                                           | Ubaldo Biordi                                                                                  |
| 1986.  | travanj   | Marino Venturini                                                                               | Ariosto Maiani                                                                                 |
| 1986.  | listopad  | Giuseppe Arzilli                                                                               | Maurizio Tomassoni                                                                             |
| 1987.  | travanj   | Renzo Renzi                                                                                    | Carlo Franciosi                                                                                |
| 1987.  | listopad  | Rossano Zafferani                                                                              | Gian Franco Terenzi                                                                            |
| 1988.  | travanj   | Umberto Barulli                                                                                | Rosolino Martelli                                                                              |
| 1988.  | listopad  | Luciano Cardelli                                                                               | Reves Salvatori                                                                                |
| 1989.  | travanj   | Mauro Fiorini                                                                                  | Marino Vagnetti                                                                                |
| 1989.  | listopad  | Gloriana Ranocchini                                                                            | Leo Achilli                                                                                    |
| 1990.  | travanj   | Adolmiro Bartolini                                                                             | Ottaviano Rossi                                                                                |
| 1990.  | listopad  | Cesare Antonio Gasperoni                                                                       | Roberto Bucci                                                                                  |
| 1991.  | travanj   | Domenico Bernardini                                                                            | Claudio Podeschi                                                                               |
| 1991.  | listopad  | Edda Ceccoli                                                                                   | Marino Riccardi                                                                                |
| 1992.  | travanj   | Germano De Biagi                                                                               | Ernesto Benedettini                                                                            |
| 1992.  | listopad  | Romeo Morri                                                                                    | Marino Zanotti                                                                                 |
| 1993.  | travanj   | Patrizia Busignani                                                                             | Salvatore Tonelli                                                                              |
| 1993.  | listopad  | Gian Luigi Berti                                                                               | Paride Andreoli                                                                                |
| 1994.  | travanj   | Alberto Cecchetti                                                                              | Fausto Mularoni                                                                                |
| 1994.  | listopad  | Renzo Ghiotti                                                                                  | Luciano Ciavatta                                                                               |
| 1995.  | travanj   | Marino Bollini                                                                                 | Settimio Lonfernini                                                                            |
| 1995.  | listopad  | Pier Natalino Mularoni                                                                         | Marino Venturini                                                                               |
| 1996.  | travanj   | Pier Paolo Gasperoni                                                                           | Pietro Bugli                                                                                   |
| 1996.  | listopad  | Maurizio Rattini                                                                               | Giancarlo Venturini                                                                            |
| 1997.  | travanj   | Paride Andreoli                                                                                | Pier Marino Mularoni                                                                           |
| 1997.  | listopad  | Luigi Mazza                                                                                    | Marino Zanotti                                                                                 |
| 1998.  | travanj   | Alberto Cecchetti                                                                              | Loris Francini                                                                                 |
| 1998.  | listopad  | Pietro Berti                                                                                   | Paolo Bollini                                                                                  |
| 1999.  | travanj   | Antonello Bacciocchi                                                                           | Rosa Zafferani                                                                                 |
| 1999.  | listopad  | Marino Bollini                                                                                 | Giuseppe Arzilli                                                                               |
| 2000.  | travanj   | Maria Domenica Michelotti                                                                      | Gian Marco Marcucci                                                                            |
| 2000.  | listopad  | Gian Franco Terenzi                                                                            | Enzo Colombini                                                                                 |
| 2001.  | travanj   | Luigi Lonfernini                                                                               | Fabio Berardi                                                                                  |
| 2001.  | listopad  | Alberto Cecchetti                                                                              | Gino Giovagnoli                                                                                |
| 2002.  | travanj   | Antonio Lazzaro Volpinari                                                                      | Giovanni Francesco Ugolini                                                                     |
| 2002.  | listopad  | Mauro Chiaruzzi                                                                                | Giuseppe Maria Morganti                                                                        |
| 2003.  | travanj   | Pier Marino Menicucci                                                                          | Giovanni Giannoni                                                                              |
| 2003.  | listopad  | Giovanni Lonfernini                                                                            | Valeria Ciavatta                                                                               |
| 2004.  | travanj   | Paolo Bollini                                                                                  | Marino Riccardi                                                                                |
| 2004.  | listopad  | Giuseppe Arzilli                                                                               | Roberto Raschi                                                                                 |
| 2005.  | travanj   | Fausta Morganti                                                                                | Cesare Gasperoni                                                                               |
| 2005.  | listopad  | Claudio Muccioli                                                                               | Antonello Bacciocchi                                                                           |
| 2006.  | travanj   | Gian Franco Terenzi                                                                            | Loris Francini                                                                                 |
| 2006.  | listopad  | Antonio Carattoni                                                                              | Roberto Giorgetti                                                                              |
| 2007.  | travanj   | Alessandro Mancini                                                                             | Alessandro Rossi                                                                               |
| 2007.  | listopad  | Alberto Selva                                                                                  | Mirko Tomassoni                                                                                |
| 2008.  | travanj   | Rosa Zafferani                                                                                 | Federico Pedini Amati                                                                          |
| 2008.  | listopad  | Ernesto Benedettini                                                                            | Assunta Meloni                                                                                 |
| 2009.  | travanj   | Oscar Mina                                                                                     | Massimo Cenci                                                                                  |
| 2009.  | listopad  | Stefano Palmieri                                                                               | Francesco Mussoni                                                                              |
| 2010.  | travanj   | Marco Conti                                                                                    | Glauco Sansovini                                                                               |
| 2010.  | listopad  | Giovanni Francesco Ugolini                                                                     | Andrea Zafferani                                                                               |
| 2011.  | travanj   | Maria Luisa Berti                                                                              | Filippo Tamagnini                                                                              |
| 2011.  | listopad  | Gabriele Gatti                                                                                 | Matteo Fiorini                                                                                 |
| 2012.  | travanj   | Italo Righi                                                                                    | Maurizio Rattini                                                                               |

Napomena:
¹ Početak mandata kapetana regenata obično počinje prvog dana u mjesecu (travnja ili listopada), osim ako nije odlučeno drugačije.

## Poveznice
- Popis kapetana regenata San Marina od 1243. do 1500. godine
- Popis kapetana regenata San Marina od 1500. do 1700. godine
- Popis kapetana regenata San Marina od 1700. do 1900. godine

## Vanjske poveznice
- (tal.)Consiglio grande e generale Službena stranica
- (tal.)I Capitani Reggenti  Arhivirana inačica izvorne stranice od 27. rujna 2007. (Wayback Machine)